# Amanda Bearse
Amanda Bearse (Winter Park, Flórida, 9 de agosto de 1958) é uma atriz, diretora e comediante estadunidense.

## Biografia
Demorou a se dedicar a carreira artística, trabalhou em pequenas produções off-Broadway.
Seu primeiro trabalho na televisão foi na telenovela All My Children, seguida de Hotel. No cinema apareceu ao lado de Goldie Hawn na comédia Protocolo. Depois, estrelou com Chris Sarandon o filme sobre vampiros A Hora do Espanto (Fright Night).
Durante a série Married with... Children, Bearse descobriu outro talento, o de diretora. Nessa posição, ela vem trabalhando em séries como Dharma e Greg, Veronica's Closet, Três É Demais, Ladies Man e Jesse.
Mora em Los Angeles com sua filha adotiva, Zoe. Surpreendeu a muitos quando declarou publicamente que é lésbica, em 1993 passando a ser uma grande defensora da causa.

## Filmografia
- All My Children como Amanda Cousins (TV, 2 temporadas, 1982–1984)
- First Affair (1983) (TV) como Karen
- Protocol (1984) as Soap Opera Actor
- Fraternity Vacation (1985) como Nicole Ferret
- Fright Night (1985) como Amy Peterson
- Hotel como Jean Haywood (TV, 1 episode, 1986)
- Goddess of Love (1988) (TV) as Cathy
- Likely Suspects (TV, 1 episódio, 1992)
- Out There 2 (1994) (TV) como Host
- The Doom Generation (1995) como Barmaid
- Here Come the Munsters (1995) (TV) como Mrs. Pearl
- Married with Children como Marcy Rhodes (1987–1990), Marcy D'Arcy (1990–1997) Cousin Mandy (1997)
- Nikki as Marcy Rhodes (1 episode, 2001)
- Give or Take an Inch (2003) como Charlotte
- Here! Family (2005) Série de TV (episódios variados)
- Drop Dead Diva (2011) Serie de TV como Juíza Jodi Corliss